# Southwark Station
Southwark Station er en London Underground Jubilee line-station i distriktet Southwark på hjørnet af Blackfriars Road og The Cut. Den ligger mellem Waterloo og London Bridge Stationer og er i tekstzone 1. Den blev åbnet den 20. november 1999 som del af forlængelsen af Jubilee line. Stationen ligger lidt vest for det historiske Southwark, der betjenes af Borough Station og London Bridge Station.
De oprindelige planer for forlængelsen indeholdte ikke en station mellem Waterloo og London Bridge. Southwark Station blev tilføjet efter lobbyisme af det lokale byråd. Selvom den ligger tæt på Waterloo og ikke nær Bankside-attraktionerne, som den var tiltænkt at betjene, og den eneste tog-skiftemulighed er til Waterloo East fjerntogsstation matcher passagertallene andre mindre centrale stationer. Den har endda over dobbelt så mange passagerer som den nærliggende Borough Station og omkring tre gange så mange som Lambeth North.

## Historie
Southwark Station blev designet af Richard MacCormac fra MJP Architects. Den ligger på en lille grund og perronerne er nedenunder den Victorianske fjerntogsviadukt mellem Waterloo East og London Bridge Stationer. Grunden medførte signifikante tekniske og arkitektoniske besværligheder, der blev løst ved at anlægge to forhaller på forskellige niveauer.
De to perroner har perronafskærmning og er forbundet i hver ende til den lave forhal, der er en simpel tunnel mellem perronerne, som er oplyst af "fyrtårne" i glas og stål i hver ende, og er beklædt med vægpaneler i rustfrit stål, bevidst efterladt upoleret. Trapper fører op til en sektion med højt gulv i tunnelens central område, hvorfra smalle rør-agtige rulletrappeskakte går sidevejs (mod syd) til den højere liggende forhal.
Den øvre forhal er stations omdrejningspunkt. Det er et 16 m højt rum med glastag, der får dagslys langt ind i stationen. Den er beklædt med en spektakulær 40 m lang glasvæg, der består af 660 specielt udskårne stykker af blåt glas, der var designet af kunstneren Alexander Beleschenko. Væggen er en af forlængelsens mest hyldede arkitektoniske genstand, og har vundet kritikeres respekt og et antal priser.
Stationens arkitekt, Richard MacCormac, sagde designet af denne og den nedre forhal var inspireret af værker af den preussiske arkitect Karl Friedrich Schinkel.
En ende af den øvre forhal har forbindelse til Waterloo East Station og den anden ende til stationens beskedne lave indgangsbygning, der er udtænkt som grundlag for et fremtidigt kommercielt byggeri.

## Galleri
- Wikimedia Commons har flere filer relateret til Southwark Station

- Øvre forhal

## Nærliggende seværdigheder
- Globe Theatre
- Young Vic-teatret
- Old Vic-teatret
- Tate Modern